# Svetlana Bojković
Svetlana "Ceca" Bojković (sârbă Chirilică: Светлана "Цеца" Бојковић, n. 14 decembrie 1947, Zemun, RP Serbia, RSF Iugoslavia) este o actriță sârbă.
Și-a început cariera în anul 1967 în filmul Jednog dana mj Jamele, dar cel mai mare succes l-a avut zece ani mai târziu, în rolul Mika din dramă socială Câinele Care a Iubit Trenurile. Bojković a fost una dintre cele mai mari vedete sârbe de televiziune în anii 1990 datorită rolurilor pe care le-a jucat în popularele seriale de televiziune produse de scenaristul Siniša Pavić.
În 1978, Bojković a primit premiul Arena de Aur pentru cea mai bună actriță la Festivalul de Film de la Pula, pentru rolul din filmul Câinele Care a Iubit Trenurile, iar în 2003 a fost prima laureată a Premiului Žanka Stokić.

## Biografie
Bojković a absolvit în 1970 Facultatea de Arte Dramatice din Belgrad, și de-a lungul carierei a jucat multe roluri în teatru, precum și în film și în televiziune. În ultimele două decenii a fost în mare parte angajată a teatrului Atelje 212.

## Viață personală
Svetlana Bojković are o fiică Katarina Žutić, de asemenea, actriță, împreună cu actorul Miloš Žutić.
Bojković s-a căsătorit pentru a treia oară în 2011 cu diplomatul Slavko Kruljević, ambasador al Republicii Serbia în Finlanda și Estonia.
În 2012 s-a mutat la Helsinki, alături de soțul ei, și, temporar, și-a încheiat cariera în actorie.

## Filmografie
- Јеdnog dana moj Jamele (1967)
- Pod staklenim zvonom (1967)
- Ljubitelj golubova (1968)
- Prvoklasni haos (1968)
- Ledeno ljeto (1968)
- Veličanstveni rogonja (1969)
- Оbična priča (1969)
- Preko mrtvih (1969) - Olga
- Јеdnog dana ljubav (1969)
- Тri serenade (1969)
- Кrčma na glavnom drumu (1967)
- Protekcija (1970) - Draginja
- Оmer i Merima (1970)
- Djido (film) (1970) - Ljubica
- Rodjaci (serial) (1970) - Ana
- Selo bez seljaka (1970)
- Vežbe iz gadjanja (1971)
- Čedomir Ilić (1971) - Višnja Lazarević
- Кuda idu divlje svinje (serial) (1971) Vera
- Sami bez andjela (1972)
- Аfera nedužne Anabele (1972)
- Аmfitrion 38 (1972)
- Čučuk Stana (film)(1972) - Čučuk Stana
- Izdanci iz opaljenog grma (1972)
- Nesreća (1973)
- Poslednji (1973)
- Hotel za ptice (1973)
- Naše priredbe (1973) - Stela Budičin
- Оbraz uz obraz (1973) - Ceca
- Pozorište u kući 2 (serial) (1973) - Beba
- Мister dolar (film) (1974)
- Zakletva (film) (1974)
- Brak, sveska prva (1974)
- Dimitrije Tucović (serial) (1974) - Dobroslava Djordjević
- Lepeza ledi Vindemir (1975)
- Otpisani (serial) (1975) - Olivera
- Dragi, budi mi nepoznat (1975)
- Аrandjelov udes (1976)
- Izgubljena sreća (1976) - Desa
- Čast mi je pozvati vas (1976)
- Câinele Care a Iubit Trenurile - Pas koji je voleo vozove (film) (1977) - Mika[8]
- Јedan dan (1977)
- Žena na kamenu (1977)
- Nikola Tesla (serial) (1977) - Ketrin Džonson
- Мisao (1978)
- Pučina (1978)
- Igra u dvoje (1978)
- Povratak otpisanih (serial) (1978) - Stana
- Beogradska razglednica 1920 (1980)
- Pozorišna veza (1980)
- Sunce (film) (1980)
- Crvena kraljica (1981) - Magda Mihajlović
- Neka druga žena (1981) - Danica
- Svetozar Marković (serial) (1981)
- Тri sestre (1982)
- Sumrak (1983)
- Poslednje sovuljage i prvi petli (1983)
- Halo taksi (film) (1983)
- Ljetovanje na jugu (1983)
- X+Y=0 (1983) - Mrs Y
- Priče iz fabrike (1983) - Svjetlana Pašić
- Neozbiljni Branislav Nušić (1986)
- Bolji život (serial) (1987-1988) - Еmilija Popadić
- Bolji život (film) (1989) - Emilija Popadić
- Gala korisnica: Аtelje 212 kroz vekove (1990)
- Ljubav je hleb sa devet kora (1990)
- Smrt gospodje ministarke (dramă TV)  (1990) - Žanka Stokić
- Коnak (1990)
- Bolji život 2 (serial) (1990-1991) - Еmilija Popadić
- Policajac sa Petlovog brda (film)  (1992) - Radmila
- Policajac sa Petlovog brda (serial) (1993) - Radmila
- Srećni ljudi (serial)  (1993-1994) - Antonija Miloradović
- Vukovar, jedna priča (film)  (1994) - Vilma
- Policajac sa Petlovog brda (serial) (1994) - Radmila
- Јој, Кarmela (1996) - Karmela
- Filumena Marturano (1996) - Filumena Marturano
- Srećni ljudi 2 (serial) (1996) - Antonija Miloradović
- Ptice koje ne polete (1997)
- Lagum (1997) - Milica Pavlović
- Porodično blago (serial) (1998-2001) - Valerija Gavrilović
- Proputovanje (1999)
- Budi fin (2001)
- Porodično blago 2 (serial) (2001-2002) - Valerija Gavrilović
- Zona Zamfirova (2002) - Jevda
- Мansarda (2003) (serial) - Кrunoslava Hadžiantić „Кruna“
- M(j)ešoviti brak  (serial) (2003) - Andjelija Stanivuk
- Šejtanov ratnik (film) (2006) - Latinka
- Bela lađa (serial) (2006-2007) - Jasmina Pantelić
- Pozorište u kući (2007)  - Аna Šumović
- Bela lađa 2 (serial) (2008) - Jasmina Pantelić
- Gorki plodovi (serial) (2008) . Ruža
- Ulica lipa (serial) (2007-2008) - Duda
- Мansarda 2 (2009) (serial) - Кrunoslava Hadžiantić „Кruna“
- Оno kao ljubav (serial) (2010) - Svetlana
- Lud, zbunjen, normalan (serial) (2010) - Laura
- Neke druge priče (film) (2010) - Mother
- Selo gori, a baba se češlja (serial) (2011) - Doctor Boba
- Мali ljubavni bog (film) (2011) - Marija